# منتخب إسواتيني تحت 20 سنة لكرة القدم
منتخب إسواتيني تحت 20 سنة لكرة القدم هو ممثل إسواتيني الرسمي في المنافسات الدولية في كرة القدم في فئة كرة قدم تحت 20 سنة للرجال
، يديريه اتحاد إسواتيني لكرة القدم.